# Branden Williams
Branden Williams est un acteur américain né le 13 octobre 1974 à Hollywood, Californie (États-Unis).

## Biographie
Branden Williams est en couple avec l'actrice américaine Amy Smart depuis 12 ans, ils sont aujourd'hui fiancés. Depuis 2011 Branden est séparé de l'actrice Amy Smart. 

## Filmographie
- 1985 : Robert Kennedy & His Times (feuilleton TV) : David Kennedy
- 1991 : The Appointment (vidéo) : Bill
- 1996 : The Ritual
- 1997 : Pink as the Day She Was Born
- 1997 : La Route du cauchemar (Born Into Exile) (TV) : Dish Washer at Eatery
- 1997 : Another Day in Paradise : Danny
- 1997 : Hole in My Soul : Le nerd (clip vidéo de Aerosmith)
- 1998 : Shock Television : Bobby
- 1998 : Big Party (Can't Hardly Wait) : DJ Sammy, Homeboy #1
- 1998 : Halloween, 20 ans après (Halloween H20: 20 Years Later) : Tony Allegre
- 1999 : Collège attitude (Never Been Kissed) : Thomas 'Tommy' Salomme
- 1999 : The Joyriders : Teen Thug
- 1999 : Mystery Men : Antenna Man
- 2000 : Les Traces de l'ange (Michael Angel) de William Gove : Sean Killan
- 2000 : True Vinyl : Johnny
- 2000 : Charlie et ses drôles de dames (Charlie's Angels) : Assistant Director
- 2001 : Lovely & Amazing : Teenage Boy
- 2002 : Crossroads : Kurt
- 2002 : Allumeuses! (The Sweetest Thing) : Cheeta
- 2004 : Mean Creek : Kile Blank
- 2004 : Open House : Stanley Nasser
- 2005 : Fierce People : Whitney
- 2005 : The Collapsing Wall : Eric
- 2005 : National Lampoon's Adam & Eve (en) : Billy